# Easton (Illinois)
Easton és una població dels Estats Units a l'estat d'Illinois. Segons el cens del 2000, tenia 373 habitants.

## Demografia
Segons el cens del 2000, Easton tenia 373 habitants, 151 habitatges, i 110 famílies. La densitat de població era de 626,2 habitants/km².
Dels 151 habitatges en un 27,2% vivien nens de menys de 18 anys; en un 60,9% vivien parelles casades; en un 7,3%, dones solteres; i en un 26,5% no eren unitats familiars. En el 23,8% dels habitatges hi vivien persones soles el 10,6% de les quals corresponia a persones de 65 anys o més que vivien soles. El nombre mitjà de persones que vivien en cada habitatge era de 2,47 i el nombre mitjà de persones que vivien en cada família era de 2,87.
Per edats la població es repartia de la següent manera: un 22% tenia menys de 18 anys; un 8,6%, entre 18 i 24; un 29%, entre 25 i 44; un 22,5%, de 45 a 60; i un 18%, 65 anys o més.
L'edat mediana era de 41 anys. Per cada 100 dones de 18 o més anys hi havia 94 homes.
La renda mediana per habitatge era de 32.045 $; i la renda mediana per família, de 38.125 $. Els homes tenien una renda mediana de 28.750 $ mentre que les dones, de 16.667 $. La renda per capita de la població era de 14.745 $. Cap de les famílies i l'1% de la població estaven per davall del llindar de pobresa.

## Poblacions més properes
El següent diagrama mostra les poblacions més properes.